# 완다 홀리
완다 홀리(Wanda Hawley, 1895년 7월 30일 ~ 1963년 3월 18일)는 미국의 배우이다.

## 이력
1914년 연극 배우로 첫 데뷔하였으며 이듬해 1917년에 영화 배우로 데뷔하였다.